# Iynefer I
Iynefer, o Iy-nefer, (i (i) -nfr, "el bell/bon ha vingut") va ser un príncep egipci de la IV Dinastia. Era fill del faraó Snefru i, per tant, germà de Nefertkau I i Khufu. Tenia el títol de "Fill del Rei".
Iynefer va ser enterrat en una tomba a Dahshur, algunes parts de la qual es troben avui al Museu Egipci del Caire. En contrast amb els gustos estètics dels nobles de la III Dinastia, durant l’època de Sneferu molts nobles apareixen en relleus amb un comportament particularment juvenil i agradable, i Iynefer n’és un.